# Walenty Staniszewski
Walenty Staniszewski (19. listopadu 1859 Nowy Wiśnicz – 14. září 1920 Krakov) byl rakouský politik polské národnosti z Haliče, na počátku 20. století poslanec Říšské rady.

## Biografie
V letech 1870–1878 studoval na gymnáziu v Jasłu. Absolvoval Jagellonskou univerzitu. V letech 1882–1884 působil na praxi na vrchním zemském soudu v Krakově. Roku 1883 získal titul doktora práv. Sloužil v rakousko-uherské armádě. Dosáhl hodnosti poručíka v záloze. Po návratu do civilního života byl kandidátem advokacie v Jarosławi a Krakově, kde v letech 1891–1903 provozoval vlastní advokátní kancelář. Od roku 1903 byl prezidentem haličského svazu spořitelen. K advokacii se vrátil v roce 1914.
V roce 1896 byl zvolen do městské rady v Krakově. Patřil do konzervativní frakce. V červnu 1902 pak usedl na post druhého náměstka starosty Krakova. Byl členem četných obecních komisí. V lednu 1907 se názorově rozešel s konzervativní frakcí v obecní radě a utvořil pak Demokratický mešťanský klub.
Od listopadu 1906 zasedal i jako poslanec Haličského zemského sněmu, kam nastoupil v doplňovací volbě poté, co zemřel poslanec Jan Rotter. I na zemském sněmu se roku 1907 rozešel s konzervativci a přestoupil do skupiny demokratů. Důvodem rozkolu byly spory o reformě volebního práva.
Působil také coby poslanec Říšské rady (celostátního parlamentu Předlitavska), kam usedl ve volbách do Říšské rady roku 1907, konaných poprvé podle všeobecného a rovného volebního práva. Byl zvolen za obvod Halič 08.
V roce 1907 byl uváděn jako člen Národně demokratické strany, která byla ideologicky napojena na politický směr Endecja. Po volbách roku 1907 byl na Říšské radě členem poslaneckého Polského klubu. V době svého působení v parlamentu se uvádí jako ředitel nemocniční pokladny v Krakově.
Za první světové války se evakuoval před hrozící ruskou ofenzívou do Vídně. Do Krakova se vrátil roku 1915. V roce 1919 byl jmenován na generální prokuraturu ve Varšavě. Zemřel náhle na srdeční chorobu v září 1920 v Krakově.